# ابن المجاور
ابن المجاور (601 – 690 هـ) هو جغرافي ورحالة ومؤرخ سوري، واسمه جمال الدين أبو الفتح يوسف بن يعقوب ابن محمد المعروف بابن المجاور الشيباني الدمشقي، ولد بدمشق سنة 601 هـ الموافق 1205 , ونشأ في بغداد وترعرع بها.

## نسبه
أبو الفتح يوسف بن أبو يوسف يعقوب بن محمد بن علي بن محمد بن علي، وأبو يوسف كان والده من زنجان دخل دمشق وتديّرها وأولد بها بها. 

## مؤلفاته
أشهر مؤلفاته كتاب تاريخ المستبصر الذي يعتقد أنه ألفه قبل عام 1233 ، ووصف فيه اليمن ومكة المكرمة والحجاز وابتدأ بالكلام عن مكة ثم انتهى بالبحرين.

## وفاته
توفي عام 690 هـ الموافق 1291.